# Вільявісенсіо
Вільявісенсіо (ісп. Villavicencio) — місто і муніципалітет в Колумбії, столиця департаменту Мета, з населенням 361 058 мешканців (перепис 2005 року). Місто розташоване за 75 км на південний схід від столиці країни міста Богота, уздовж річки Ґуатікія. У народі місто відоме як «Віяіо» (Villavo).
Місто розташоване у переважно сільському районі з тропічним кліматом, на великій колумбійсько-венесуельській рівнині, Янос (Llanos), на схід від Андів. Вільявісенсіо часто називають «Брамою до Янос» (La Puerta al Llano), через його розташування на історичній дорозі, що зв'язувала ці райони з центральною частиною Андів.
| Колумбія | Це незавершена стаття з географії Колумбії. Ви можете допомогти проєкту, виправивши або дописавши її. |